# Byk (film)
Byk è un film del 2019 diretto da Boris Akopov.

## Trama
Il giovane leader della banda criminale, Anton Bykov, soprannominato "Bull", è alla ricerca di ogni mezzo per guadagnare denaro per sfamare la sua famiglia. A seguito di una resa dei conti, Anton finisce alla stazione di polizia e viene rilasciato, grazie alle autorità di Mosca. In cambio, chiede ad Anton un favore pericoloso.